# Friedrich Carl Ferdinand Busch
Friedrich Carl Ferdinand Busch (* 9. De setembre de 1844 a Elbing; † 8. De juliol de 1916 a Berlín) va ser un cirurgià i dentista alemany.
Va estudiar a Jena, Königsberg i Berlín. El 18 de maig de 1866 va ser proposat Dr. en medicina, aprovant el doctorat el 1867. De 1868 a 1874 va treballar com a assistent docent privat a la "königlichen chirurgischen Universitätsklinik" (Royal Surgical University Hospital), des del setembre de 1875 com a professor associat de cirurgia a la Friedrich-Wilhelms-Universität de Berlín. Des del 1884 al 1907 Busch va ser el primer director de l'Institut Universitari Odontològic recentment establert. (20 d'octubre de 1884).

## Obres[3]
- Allgemeine Orthopädie, Gymnastik und Massage (General d'Ortopèdia, la Gimnàstica i Massatge - Handbuch der allgemeinen Therapie, Band 2, 2). Vogel, Leipzig 1882
- Die Extraktion der Zähne.(L'extracció de les dents.) Hirschwald, Berlin 1894; 2. Auflage, 1899; 3. Auflage, 1908
- On the physiology and pathology of the teeth of the elephant. by Friedrich Busch, Professor of Surgery ad University of Berlin.